# Зеда-Бзубзу
Зеда-Бзубу (груз. ზედა ბზუბზუ) — село в Кедском муниципалитете Грузии.

## География
Село находится на левом берегу реки Аджарисцкали, на расстоянии в 15 километрах от посёлка городского типа Кеда, административного центра муниципалитета. Абсолютная высота — 320 метров над уровнем моря.

## Население
По данным переписи 2014 года в селе проживало 306 человек.

### Демография
| Год переписи | Численность |
| ------------ | ----------- |
| 2002         | 351         |
| 2014         | 306         |

### Национальный состав
По национальной структуре грузины составили 100% населения села.